# Gobiodon fulvus
Gobiodon fulvus är en fiskart som beskrevs av Herre 1927. Gobiodon fulvus ingår i släktet Gobiodon och familjen smörbultsfiskar. Inga underarter finns listade i Catalogue of Life.